# Leegwaarderatio
De leegwaarderatio is een begrip uit de Nederlandse belastingwetgeving. Het betreft een van de huurprijs afhankelijke factor voor het berekenen van de waarde van een geheel of gedeeltelijk verhuurde woning. Het moet daarbij om huur van langere duur gaan, als mensen huurbescherming hebben. Door de leegwaarderatio is de waardering voor verhuurde woningen met huurbescherming lager dan de WOZ-waarde. 
Het belang van deze waarde is in 2010 groter geworden, omdat hij sindsdien ook aangeeft welk bedrag door de eigenaar van een verhuurde woning moet worden aangegeven in box 3 voor de Inkomstenbelasting, inkomsten uit sparen en beleggen. Naaste de inkomstenbelasting wordt de leegwaarderatio gebruikt in de erfbelasting en schenkbelasting.

## De situatie tot en met belastingjaar 2009
De waarde, die een eigenaar van een verhuurde woning in box 3 diende aan te geven, werd bepaald op het gemiddelde van de waarde op peildatum 1 januari en op peildatum 31 december.
- indien de woning in belangrijke mate ter beschikking stond van de eigenaar: de waarde die door de gemeente werd bepaald via de Wet waardering onroerende zaken (in de wandeling en hier verder WOZ genoemd);
- als dat niet het geval was: de waarde in het economisch verkeer.

## De situatie vanaf belastingjaar 2010
Vanaf belastingjaar 2010 moet voor elke voor langere tijd geheel of gedeeltelijk verhuurde woning een van de huurprijs afhankelijk percentage van de WOZ-waarde worden aangegeven in box 3. De waarde wordt bepaald door de WOZ-waarde te vermenigvuldigen met de leegwaarderatio. Van een gedeelte woning dat "blijkens zijn indeling is bestemd om als een afzonderlijk geheel te worden gebruikt", wordt die waarde gesteld op het gedeelte van de zo berekende waarde van de gehele woning.
De berekening van het aan te geven bedrag gaat als volgt: De jaarlijkse huur wordt gesteld op twaalfmaal de maandelijkse huur, zoals die geldt aan het begin van de verhuurperiode in het kalenderjaar. Dan wordt dat bedrag gedeeld door de WOZ-waarde en vermenigvuldigd met 100. Zo vindt men een percentage.
| Is dat meer dan   | maar niet meer dan | dan bedraagt de leegwaarderatio | en kan in box 3 van de Inkomstenbelasting |
| ----------------- | ------------------ | ------------------------------- | ----------------------------------------- |
| 0%                | 1,0%               | 60%                             | 60% van de WOZ-waarde                     |
| 1,0%              | 1,5%               | 64%                             | 64% van de WOZ-waarde                     |
| 1,5%              | 2,0%               | 68%                             | 68% van de WOZ-waarde                     |
| 2,0%              | 2,5%               | 72%                             | 72% van de WOZ-waarde                     |
| 2,5%              | 3,0%               | 75%                             | 75% van de WOZ-waarde                     |
| 3,0%              | 3,5%               | 79%                             | 79% van de WOZ-waarde                     |
| 3,5%              | 4,0%               | 82%                             | 82% van de WOZ-waarde                     |
| 4,0%              | -                  | 85%                             | 85% van de WOZ-waarde                     |
| van de WOZ-waarde | van de WOZ-waarde  |                                 | aangegeven worden                         |

Indien de huurprijs zoals die tussen partijen is overeengekomen zodanig is, dat deze tussen willekeurige derden niet overeengekomen zou zijn, wordt de huurprijs voor de berekening gesteld op 3,5% van de WOZ-waarde. Als bijvoorbeeld een vriendin tegen betaling van zeg 75 euro per maand in iemands tweede huis mag wonen, dan wordt de jaarlijkse huur niet op 900 euro gesteld en vervolgens de leegwaarderatio berekend, maar dan wordt die vastgesteld op 3,5%. De waarde voor box 3 wordt dan 79% van de WOZ-waarde.
Van een gedeelte woning dat "blijkens zijn indeling is bestemd om als een afzonderlijk geheel te worden gebruikt" wordt de leegwaarderatio alleen toegepast op de WOZ-waarde van het verhuurde deel. Deze WOZ-waarde wordt bepaald door het aantal verhuurde m² te delen door het aantal m² van de gehele woning en dat te vermenigvuldigen met de WOZ-waarde van de gehele woning.
Van een gedeelte woning dat "blijkens zijn indeling is bestemd om als een afzonderlijk geheel te worden gebruikt", en niet los kan worden verkocht, wordt eerst de WOZ-waarde van het gedeelte van de gehele woning genomen en vervolgens de leegwaarderatio op 60% gesteld. Ook deze WOZ-waarde wordt bepaald door het aantal verhuurde m² te delen door het aantal m² van de gehele woning en dat te vermenigvuldigen met de WOZ-waarde van de gehele woning.
Het is ook van belang of de woning op eigen grond staat of dat er erfpacht moet worden betaald. De waarde van een recht van erfpacht op een onroerende zaak die als woning in gebruik is, wordt gesteld op de WOZ-waarde verminderd met de waarde van een erfpachtcanon. Die wordt gesteld op het zeventienvoud van het jaarlijkse bedrag. Als de woning verhuurd is wordt echter de waarde bepaald door van de met de leegwaarderatio bepaalde waarde de erfpachtcanon af te trekken.

## De situatie vanaf belastingjaar 2012
Met ingang van 2012 gelden andere leegwaarderatio's.
| Is dat meer dan   | maar niet meer dan | dan bedraagt de leegwaarderatio | en kan in box 3 van de Inkomstenbelasting |
| ----------------- | ------------------ | ------------------------------- | ----------------------------------------- |
| 0%                | 1,0%               | 50%                             | 50% van de WOZ-waarde                     |
| 1,0%              | 1,5%               | 54%                             | 54% van de WOZ-waarde                     |
| 1,5%              | 2,0%               | 58%                             | 58% van de WOZ-waarde                     |
| 2,0%              | 2,5%               | 63%                             | 63% van de WOZ-waarde                     |
| 2,5%              | 3,0%               | 67%                             | 67% van de WOZ-waarde                     |
| 3,0%              | 3,5%               | 72%                             | 72% van de WOZ-waarde                     |
| 3,5%              | 4,0%               | 76%                             | 76% van de WOZ-waarde                     |
| 4,0%              | 5,0%               | 81%                             | 81% van de WOZ-waarde                     |
| 5,0%              | -                  | 85%                             | 85% van de WOZ-waarde                     |
| van de WOZ-waarde | van de WOZ-waarde  |                                 | aangegeven worden                         |

## De situatie voor belastingjaar 2013
Voor het belastingjaar 2013 gelden de volgende leegwaarderatio's.
| Is dat meer dan   | maar niet meer dan | dan bedraagt de leegwaarderatio | en kan in box 3 van de Inkomstenbelasting |
| ----------------- | ------------------ | ------------------------------- | ----------------------------------------- |
| 0%                | 1,0%               | 50%                             | 50% van de WOZ-waarde                     |
| 1,0%              | 1,5%               | 53%                             | 53% van de WOZ-waarde                     |
| 1,5%              | 2,0%               | 56%                             | 56% van de WOZ-waarde                     |
| 2,0%              | 2,5%               | 59%                             | 59% van de WOZ-waarde                     |
| 2,5%              | 3,0%               | 62%                             | 62% van de WOZ-waarde                     |
| 3,0%              | 3,5%               | 66%                             | 66% van de WOZ-waarde                     |
| 3,5%              | 4,0%               | 69%                             | 69% van de WOZ-waarde                     |
| 4,0%              | 5,0%               | 73%                             | 73% van de WOZ-waarde                     |
| 5,0%              | -                  | 78%                             | 78% van de WOZ-waarde                     |
| van de WOZ-waarde | van de WOZ-waarde  |                                 | aangegeven worden                         |

## De situatie vanaf belastingjaar 2014
Vanaf het belastingjaar 2014 gelden de volgende leegwaarderatio's.
| Is dat meer dan   | maar niet meer dan | dan bedraagt de leegwaarderatio | en kan in box 3 van de Inkomstenbelasting |
| ----------------- | ------------------ | ------------------------------- | ----------------------------------------- |
| 0%                | 1%                 | 45%                             | 45% van de WOZ-waarde                     |
| 1%                | 2%                 | 51%                             | 51% van de WOZ-waarde                     |
| 2%                | 3%                 | 56%                             | 56% van de WOZ-waarde                     |
| 3%                | 4%                 | 62%                             | 62% van de WOZ-waarde                     |
| 4%                | 5%                 | 67%                             | 67% van de WOZ-waarde                     |
| 5%                | 6%                 | 73%                             | 73% van de WOZ-waarde                     |
| 6%                | 7%                 | 78%                             | 78% van de WOZ-waarde                     |
| 7%                | -                  | 85%                             | 85% van de WOZ-waarde                     |
| van de WOZ-waarde | van de WOZ-waarde  |                                 | aangegeven worden                         |

## Coalitieakkoord 2021 – 2025
De budgettaire bijlage van het coalitieakkoord 2021 – 2025 vermeldt het plan om per 2023 de leegwaarderatio af te schaffen. In 2022 kwam het kabinet terug op dit voornemen. Een onderzoekscommissie adviseerde wel de tabel aan te passen en uit te gaan van percentages tussen 73% en 100%. Vanaf 2023 moet hogere erfbelasting gaan betalen.